# Leonardo Lavalle
Pour les articles homonymes, voir Lavalle.
Leonardo Lavalle, né le 14 juillet 1967 à Mexico, est un joueur de tennis mexicain, professionnel de 1985 à 1996.

## Palmarès

### Titre en simple messieurs
| No | Date       | Nom et lieu du tournoi                        | Catégorie    | Dotation  | Surface    | Finaliste            | Score         |  |
| -- | ---------- | --------------------------------------------- | ------------ | --------- | ---------- | -------------------- | ------------- |  |
| 1  | 07-10-1991 | Riklis Israel Tennis Center Classic, Tel Aviv | World Series | 125 000 $ | Dur (ext.) | Christo van Rensburg | 6-2, 3-6, 6-3 |  |

### Finale en simple messieurs
| No | Date       | Nom et lieu du tournoi   | Catégorie | Dotation  | Surface         | Vainqueur   | Score         |  |
| -- | ---------- | ------------------------ | --------- | --------- | --------------- | ----------- | ------------- |  |
| 1  | 17-10-1988 | Frankfurt Cup, Francfort |           | 140 000 $ | Moquette (int.) | Tim Mayotte | 4-6, 6-4, 6-3 |  |

### Titres en double messieurs
| No | Date       | Nom et lieu du tournoi                | Catégorie    | Dotation  | Surface         | Partenaire      | Finalistes                        | Score         |  |
| -- | ---------- | ------------------------------------- | ------------ | --------- | --------------- | --------------- | --------------------------------- | ------------- |  |
| 1  | 06-10-1986 | WCT Scottsdale Open Scottsdale        |              | 220 000 $ | Dur (ext.)      | Mike Leach      | Scott Davis David Pate            | 7-6, 6-4      |  |
| 2  | 28-09-1987 | Tournoi de tennis de Sicile Palerme   |              | 100 000 $ | Terre (ext.)    | Claudio Panatta | Petr Korda Tomáš Šmíd             | 3-6, 6-4, 6-4 |  |
| 3  | 26-02-1990 | ABN World Tennis Tournament Rotterdam | World Series | 450 000 $ | Moquette (int.) | Jorge Lozano    | Diego Nargiso Nicolás Pereira     | 6-3, 7-6      |  |
| 4  | 22-02-1993 | Abierto Mexicano Telcel Mexico        | World Series | 275 000 $ | Terre (ext.)    | Jaime Oncins    | Horacio de la Peña Jorge Lozano   | 7-6, 6-4      |  |
| 5  | 27-02-1995 | Abierto Mexicano Telcel Mexico        | World Series | 305 000 $ | Terre (ext.)    | Javier Frana    | Marc-Kevin Goellner Diego Nargiso | 7-5, 6-3      |  |

### Finales en double messieurs
| No | Date       | Nom et lieu du tournoi                          | Catégorie    | Dotation  | Surface      | Vainqueurs                    | Partenaire   | Score               |          |
| -- | ---------- | ----------------------------------------------- | ------------ | --------- | ------------ | ----------------------------- | ------------ | ------------------- | -------- |
| 1  | 07-05-1990 | US Men's Clay Court Championship Kiawah Island  | World Series | 197 000 $ | Terre (ext.) | Scott Davis David Pate        | Jim Grabb    | 6-2, 6-3            |          |
| 2  | 24-06-1991 | The Championships Wimbledon                     | G. Chelem    | NC $      | Gazon (ext.) | John Fitzgerald Anders Järryd | Javier Frana | 6-3, 6-4, 67-7, 6-1 | Parcours |
| 3  | 07-10-1991 | Riklis Israel Tennis Center Classic Tel Aviv    | World Series | 125 000 $ | Dur (ext.)   | David Rikl Michiel Schapers   | Javier Frana | 6-2, 6-7, 6-3       |          |
| 4  | 28-10-1991 | Kolynos Cup Búzios                              | World Series | 147 500 $ | Dur (ext.)   | Sergio Casal Emilio Sánchez   | Javier Frana | 4-6, 6-3, 6-4       |          |
| 5  | 12-04-1993 | US Men's Clay Court Championship Charlotte (NC) | World Series | 275 000 $ | Terre (ext.) | Rikard Bergh Trevor Kronemann | Javier Frana | 6-1, 6-2            |          |

## Parcours dans les tournois duGrand Chelem

### En simple
| Année | Open d'Australie | Open d'Australie | Internationaux de France | Internationaux de France | Wimbledon       | Wimbledon   | US Open         | US Open       | Open d'Australie | Open d'Australie |
| ----- | ---------------- | ---------------- | ------------------------ | ------------------------ | --------------- | ----------- | --------------- | ------------- | ---------------- | ---------------- |
| 1985  | n.o.             | n.o.             | —                        | —                        | —               | —           | 1er tour (1/64) | K. Flach      | 2e tour (1/32)   | I. Lendl         |
| 1986  | n.o.             | n.o.             | 1er tour (1/64)          | S. Youl                  | 1er tour (1/64) | I. Lendl    | 2e tour (1/32)  | R. Krishnan   | n.o.             | n.o.             |
| 1987  | 1er tour (1/64)  | C. van Rensburg  | —                        | —                        | —               | —           | —               | —             | n.o.             | n.o.             |
| 1988  | —                | —                | 1er tour (1/64)          | G. Vilas                 | —               | —           | 1er tour (1/64) | J. McEnroe    | n.o.             | n.o.             |
| 1989  | 1/8 de finale    | G. Ivanišević    | 3e tour (1/16)           | J. Hlasek                | 1er tour (1/64) | A. Gómez    | 1er tour (1/64) | M. Mečíř      | n.o.             | n.o.             |
| 1990  | 2e tour (1/32)   | M. Stich         | —                        | —                        | —               | —           | —               | —             | n.o.             | n.o.             |
| 1991  | 1er tour (1/64)  | P. Lundgren      | 1er tour (1/64)          | M. Wilander              | —               | —           | —               | —             | n.o.             | n.o.             |
| 1992  | 1er tour (1/64)  | W. Ferreira      | —                        | —                        | 2e tour (1/32)  | T. Champion | 2e tour (1/32)  | G. Ivanišević | n.o.             | n.o.             |
| 1993  | 1er tour (1/64)  | S. Edberg        | —                        | —                        | —               | —           | —               | —             | n.o.             | n.o.             |
| 1994  | —                | —                | —                        | —                        | —               | —           | —               | —             | n.o.             | n.o.             |
| 1995  | —                | —                | —                        | —                        | —               | —           | 1er tour (1/64) | J. Palmer     | n.o.             | n.o.             |

N.B. : à droite du résultat se trouve le nom de l'ultime adversaire.

### En double
| Année | Open d'Australie           | Open d'Australie          | Internationaux de France  | Internationaux de France  | Wimbledon                  | Wimbledon               | US Open                     | US Open                  | Open d'Australie        | Open d'Australie       |
| ----- | -------------------------- | ------------------------- | ------------------------- | ------------------------- | -------------------------- | ----------------------- | --------------------------- | ------------------------ | ----------------------- | ---------------------- |
| 1985  | n.o.                       | n.o.                      | —                         | —                         | —                          | —                       | —                           | —                        | 1/8 de finale J. Canter | M. Dickson T. Wilkison |
| 1986  | n.o.                       | n.o.                      | 2e tour (1/16) R. Acuña   | N. Aerts L. Mattar        | —                          | —                       | 1er tour (1/32) A. Mansdorf | A. Antonitsch T. Muster  | n.o.                    | n.o.                   |
| 1987  | 2e tour (1/16) B. Pearce   | C. Saceanu D. Utzinger    | —                         | —                         | 1er tour (1/32) C. Saceanu | J. Nyström M. Wilander  | 1er tour (1/32) A. Moreno   | L. Bourne J. Klaparda    | n.o.                    | n.o.                   |
| 1988  | —                          | —                         | 1/2 finale A. Moreno      | A. Gómez E. Sánchez       | 1er tour (1/32) J. Sánchez | R. Leach J. Pugh        | 2e tour (1/16) A. Moreno    | P. Annacone P. McEnroe   | n.o.                    | n.o.                   |
| 1989  | 1er tour (1/32) C. Saceanu | Bo. Becker S. Živojinović | 1er tour (1/32) L. Mattar | M. Koevermans M. Schapers | 1/2 finale J. Frana        | R. Leach J. Pugh        | 2e tour (1/16) J. Frana     | J. Fitzgerald A. Järryd  | n.o.                    | n.o.                   |
| 1990  | 2e tour (1/16) P. Kühnen   | P. Annacone J. Fitzgerald | —                         | —                         | 1/2 finale J. Frana        | P. Aldrich D. Visser    | 1er tour (1/32) J. Yzaga    | P. McEnroe R. Reneberg   | n.o.                    | n.o.                   |
| 1991  | 1er tour (1/32) L. Herrera | G. Bloom F. Clavet        | 1/2 finale J. Frana       | R. Leach J. Pugh          | Finale J. Frana            | J. Fitzgerald A. Järryd | 1/8 de finale J. Frana      | S. DeVries D. Macpherson | n.o.                    | n.o.                   |
| 1992  | 1er tour (1/32) J. Frana   | J. Morgan S. Stolle       | 1/8 de finale J. Frana    | J. Hlasek M. Rosset       | 1/8 de finale J. Frana     | J. Grabb R. Reneberg    | 2e tour (1/16) J. Frana     | T. Nijssen C. Suk        | n.o.                    | n.o.                   |
| 1993  | 1er tour (1/32) L. Mattar  | J. Bates M. Schapers      | —                         | —                         | —                          | —                       | —                           | —                        | n.o.                    | n.o.                   |
| 1994  | 1er tour (1/32) P. Albano  | J. Hlasek W. Masur        | 1er tour (1/32) J. Frana  | B. Black J. Stark         | —                          | —                       | —                           | —                        | n.o.                    | n.o.                   |
| 1995  | —                          | —                         | —                         | —                         | 1er tour (1/32) F. Montana | M. Knowles D. Nestor    | 1er tour (1/32) D. Nargiso  | P. Korda N. Kulti        | n.o.                    | n.o.                   |
| 1996  | 2e tour (1/16) E. Sánchez  | M. Knowles D. Nestor      | —                         | —                         | —                          | —                       | 2e tour (1/16) M. Ruah      | H. J. Davids S. Schalken | n.o.                    | n.o.                   |

N.B. : le nom du ou de la partenaire se trouve sous le résultat ; le nom des ultimes adversaires se trouve à droite.